# Compañía de los Ferrocarriles de Madrid a Zaragoza y Alicante
La Compañía de los ferrocarriles de Madrid a Zaragoza y a Alicante (MZA) fue una empresa ferroviaria española constituida en 1856 y que se convirtió en una de las grandes empresas del sector ferroviario junto con su gran antagonista, la Compañía de los Caminos de Hierro del Norte de España. 
Este antagonismo también venía de las grandes familias financieras que rivalizaban en la época, los Rothschild por MZA y los Pereire por Norte. Partiendo de sus primeras concesiones ferroviarias, se extendió rápidamente hasta hacerse con algunas de las líneas principales de Extremadura, Castilla la Nueva, Andalucía o Levante, controlando un importante mercado. La M.Z.A. fue también la que construyó las estaciones de Atocha en Madrid, El Carmen en Murcia, Campo Sepulcro (posteriormente de El Portillo) en Zaragoza o Plaza de Armas en Sevilla, también conocida como estación de Córdoba y actualmente reconvertida en centro comercial. 
Con la llegada del siglo XX, MZA se encontró en el momento de mayor esplendor de su historia operativa, aunque no mucho tiempo después la crisis hizo mella en la compañía. La guerra civil española supuso el canto de cisne para MZA, que quedaría condenada porque en 1941 el Estado español decretó la nacionalización de todos los ferrocarriles de vía ancha. Con ello MZA dejó de existir.

## Historia

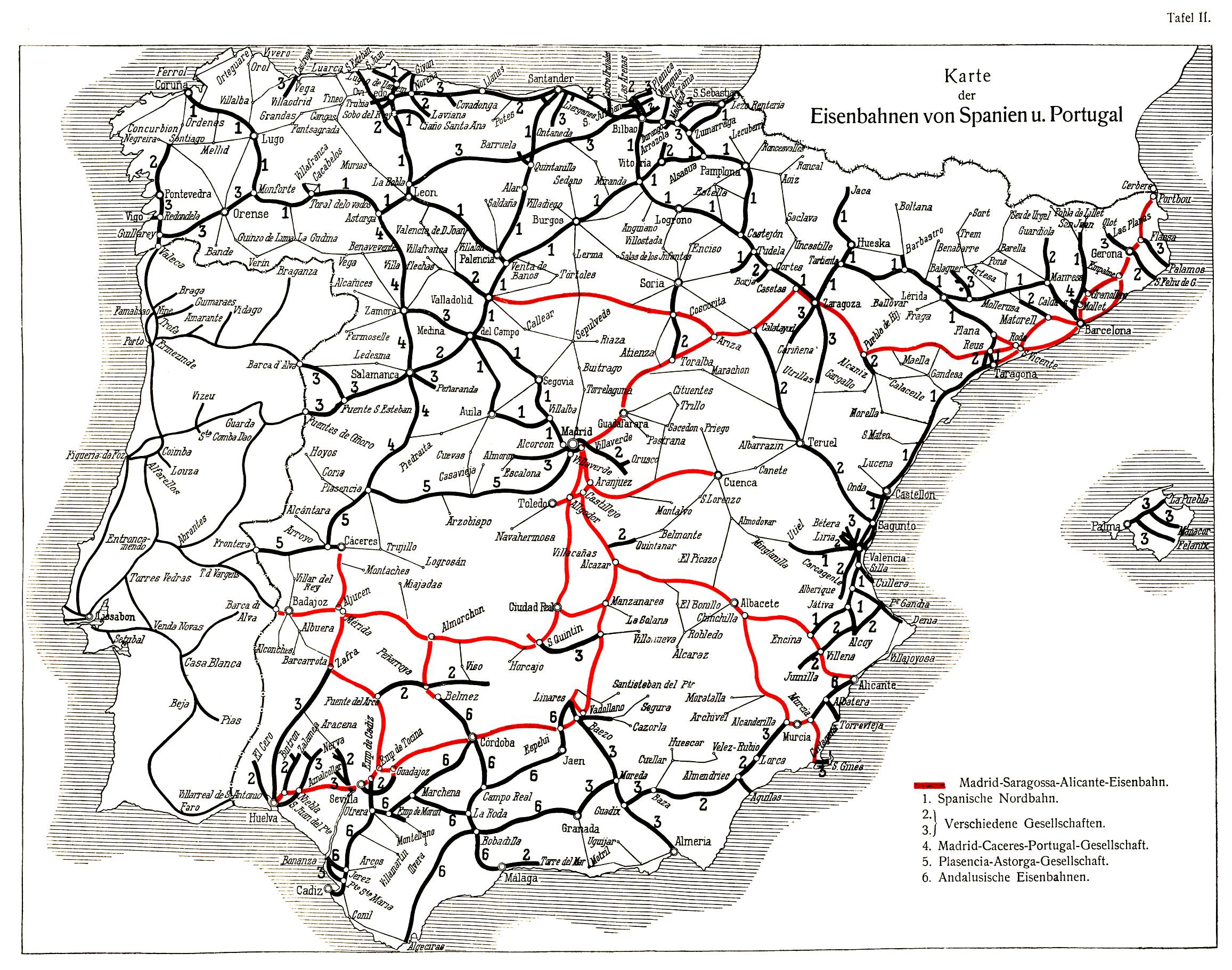
En rojo la red de MZA, hacia 1921.

### Antecedentes
Los antecedentes de la compañía se encuentran en la concesión del ferrocarril Madrid-Alicante perteneciente en origen a la Compañía de Camino de Hierro de María Cristina, negocio en el que estaba implicada la corona, aunque en aquel entonces no pasara de ser una idea. La construcción de este ferrocarril se divide en tres partes, empezando con la inauguración del ferrocarril Madrid-Aranjuez en 1851 y la prolongación posterior hasta Almansa y más tarde hacia Alicante. En toda esta construcción estuvo presente José de Salamanca Mayol, que se convertiría en el gran empresario español del siglo XIX. Teniendo en sus manos esta línea (que se completaría en 1856), el marqués de Salamanca entró en contacto con grandes empresarios franceses, amplios medios financieros que ya se encontraban presentes en España e interesados en el negocio del ferrocarril.
Los Rothschild, entre otros, se habían anticipado cuando crearon la Sociedad Española Mercantil e Industrial, y tenían como sus representantes a Daniel Weisweiller e Ignacio Bauer, que pronto tendrían importancia en el ámbito de la futura compañía. Por otro lado se encontraba el duque de Morny y varios administradores franceses del Chemin de Fer du Grand Central. A mediados de la década de 1850, el número de líneas ferroviarias en España era aún muy reducido, pese a que en la década anterior ya había sobre la mesa numerosos e importantes proyectos que pretendían unir, en conjunto, todas las capitales de provincia del país. Uno de ellos había sido propuesto ya en 1845, bajo la recomendación del embajador español en Londres y con el apoyo de ciertos bancos: un hombre de negocios había realizado los pasos previos para la concesión por parte del Estado de una línea de ferrocarril que conectase Madrid con Zaragoza, y que desde ahí tendiese sendas conexiones a Pamplona y Barcelona.
Pero este proyecto prematuro fue rápidamente abandonado por varias razones, entre ellas por excesivamente ambicioso. La idea de unir Madrid con Zaragoza no cayó, sin embargo, en el olvido. La línea fue declarada de interés general por el Estado, y su construcción como prioritaria, a partir de 1851. Cuatro años después, la ley de 1855 ofrece además condiciones más favorables para animar a posibles concesionarios. El 24 de febrero de 1856 tuvo lugar la subasta de la concesión del ferrocarril Madrid-Zaragoza a la cual acudieron las sociedades nombradas antes. Se veía en esta concesión el comienzo de una posible gran arteria que desde Madrid buscase la frontera a través de los Pirineos. La posesión de una línea de Madrid a Zaragoza, unida al gran número de concesiones en Francia, aseguraba la puesta en marcha de una vasta red internacional. José de Salamanca, propietario del Ferrocarril de Madrid a Aranjuez, ve venir una gran oportunidad de negocio, por lo que se pone en contacto con los Rothschild para proponerles una demanda de concesión común y la fusión con su compañía, parcialmente en explotación, y que construía la línea hacia el Mediterráneo. Pero no fue el único, ya que José Campo también se interesó en el negocio. La adjudicación de la concesión de la línea tuvo lugar el 24 de febrero de 1856, con cinco proposiciones sobre la mesa:
- Sociedad Española Mercantil e Industrial (Rothschild)
- Crédito Mobiliario Español (hermanos Péreire)
- José de Salamanca
- José Campo y Mateu
- Grupo del Chemin de Fer du Grand Central

La adjudicación la gana este último grupo, que en su propuesta pedía menos subvenciones al Estado. En realidad, obtuvo ventaja tras el acuerdo de los Rothschild con el marqués de Salamanca. La nueva compañía estaba formada por el duque de Morny, propietario del Chemin de Fer du Grand Central; Weisweller y Baüer, representantes de los Rotschild; y José de Salamanca, que aporta la línea de Alicante. Del entendimiento que resultó entre algunos pujantes se saldará con el nacimiento de la nueva compañía en apenas unos escasos meses

### Fundación
Cuando se produjo la subasta del ferrocarril Madrid-Zaragoza también nació la idea de crear una nueva compañía ferroviaria que agrupara esa línea y la del Madrid-Alicante, propiedad del marqués de Salamanca. Se propusieron varios nombres, como el de Compañía de los Ferrocarriles de los Pirineos a Zaragoza y el Mediterráneo, pero finalmente se optó por "Compañía de los Ferrocarriles de Madrid a Zaragoza y a Alicante" (MZA) que oficialmente fue creada como tal el 31 de diciembre de 1856, con un capital de 456 millones de reales, repartidos en 240 000 acciones. El Consejo de Administración se reunió por primera vez el 16 de enero de 1857, y durante el mismo se eligió a Alejandro Mon como presidente, mientras que José de Salamanca ocupó el cargo de vicepresidente. También se estableció un comité central de dirección en París. Para entonces la nueva compañía ya disponía de una estación en Madrid, la estación de Atocha, además de la línea de Madrid a Almansa en explotación, encontrándose la sección hasta Alicante en construcción.

### Comienzo de las actividades
Al poco de ser creada, la compañía estuvo completamente comprometida con la construcción del ferrocarril a Zaragoza, si bien el anteproyecto preveía la construcción de una estación madrileña específica cerca de la Puerta de Recoletos (la actual plaza de Colón), pero la compañía no tenía demasiado interés en construir una nueva estación madrileña, por lo que los trabajos de la línea de Aragón comienzan desde Atocha y sin dificultades importantes. En 1859, el carril ya alcanza Guadalajara, por lo que MZA organiza un servicio de diligencias entre esta ciudad y Zaragoza. Con la construcción un poco más avanzada, ya en 1861, MZA firma un acuerdo con la Compañía del Ferrocarril de Zaragoza a Pamplona y organiza un servicio Madrid-París vía Tudela, Pamplona y Bayona de 54 horas de duración y diseñado directamente para competir con la Compañía de los Caminos de Hierro del Norte de España.

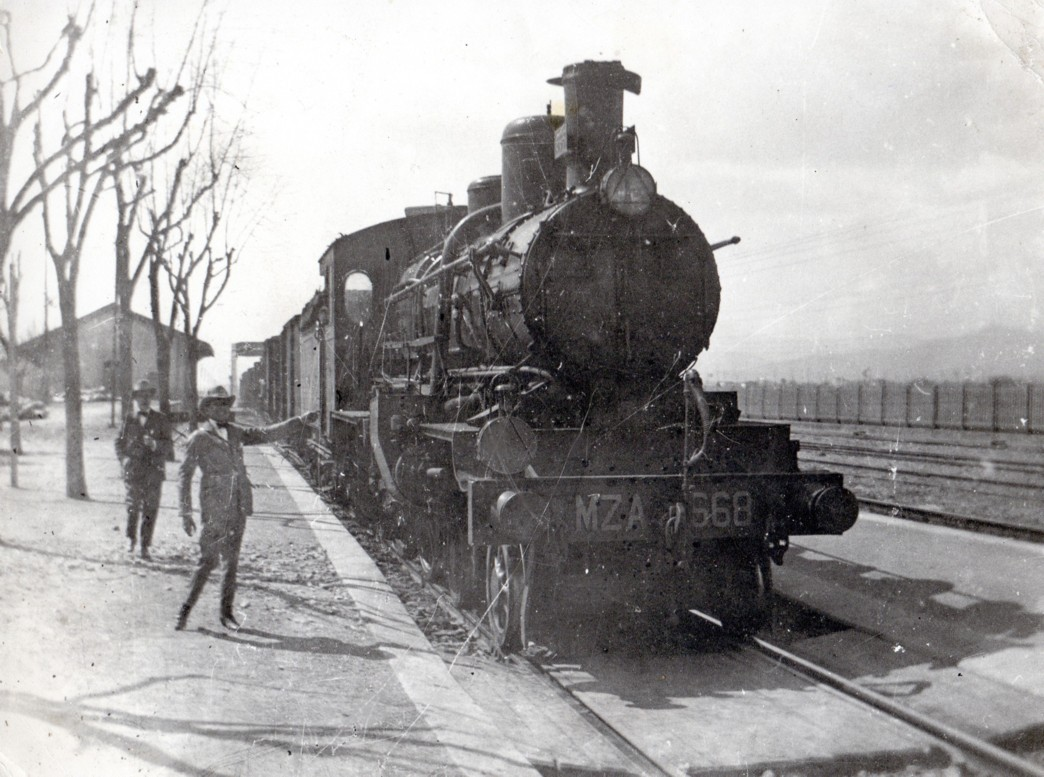
Locomotora MZA 668, hacia 1920. Foto Archivo Histórico Ferroviario.

Desde el principio, los dirigentes de MZA tenían previsto construir ramificaciones hacia La Mancha, Extremadura, e incluso Andalucía. Para ello el Gobierno preparó un programa de construcción de líneas y licitó la adjudicación de algunas de ellas. El 30 de marzo de 1859, una ley decide la creación de una nueva línea de Andalucía, de Manzanares a Málaga y Granada. Interesado por los dos primeros tramos de esta línea, la MZA obtiene la concesión el 20 de octubre de 1860. La de Alcázar de San Juan debía tener lugar el 8 de abril de 1859, y por razones que aún no están claras, Bauer y José de Salamanca decidieron utilizar los servicios de un testaferro, en la persona de un rico propietario local: el marqués de Villamediana. Es él quien gana la concesión frente al banquero Guilhou y el 20 de abril, la concesión se transfiere como estaba pactado a la MZA. Para redondear el asunto, José de Salamanca obtiene también la concesión de un ferrocarril de Albacete a Cartagena el 8 de noviembre de 1859. La transferencia del conjunto a la MZA es autorizada por Real Decreto del 30 de abril de 1860. Si bien la vía llega a Guadalajara en la primavera de 1859, durante mucho tiempo hay que transbordar a un servicio de diligencias en Alhama de Aragón. La laguna se colma por fin en mayo de 1863. Los primeros años de explotación son difíciles, y los primeros directores franceses de la compañía pretenden desesperadamente mejorar el rendimiento y lograr beneficios.

### La extensión de la red en La Mancha y Andalucía
Ya desde los primeros días de vida de la compañía se tenía pensado extender la red por las tierras del sur en previsión de hacerse con las importantes rutas que iban hacia Andalucía y sus puertos, además de las tierras de paso en La Mancha. Poco tiempo después de su fundación, en diciembre de 1858 la compañía contó con su primera anexión, la de la Compañía del Ferrocarril de Castillejo a Toledo, cuyo propietario no era otro que el Marqués de Salamanca. Sin embargo, esta anexión no era más que la adquisición de un pequeño ramal hacia la histórica ciudad de Toledo. Vendría poco después la cuestión de las líneas de La Mancha y Extremadura, como también las de Andalucía; ambas podían tener un inicio en la gran línea del Madrid-Alicante, la gran línea del Mediterráneo que discurría en buena parte por tierras manchegas.
Partiendo como base de la estación de Alcázar de San Juan, empezaba la línea que llegaba hasta Ciudad Real. La subasta del ferrocarril fue anunciada para el 8 de abril de 1859. En principio se propuso la Compañía acudir a ella pero estimó preferible no hacerlo directamente, sino a través de la gestión de sus consejeros Salamanca y Baüer, los cuales se pusieron de acuerdo a su vez con el marqués de Villamediana. Sería este el que se presentara a la subasta y el que salió vencedor de la misma debido a la rebaja que hizo en su oferta para la subvención del Estado, que la bajó de 18 a 15 millones. Otorgada la concesión a Antonio de Lara, marqués de Villamediana, este la cedió a MZA el 20 de abril y enseguida se dio comienzo a la construcción Los trabajos de la línea pudieron realizarse sin apenas dificultades, pues la falta de accidentes geográficos favorecía la construcción. De Alcázar a Manzanares las obras se finalizaron en junio de 1860; hasta Daimiel, el 1 de octubre del mismo año; finalmente, se alcanzó Ciudad Real el 14 de marzo de 1861, cuando todavía faltaba mucho para la de Zaragoza.
El contar con el ferrocarril pasando por Manzanares, decidió a la Compañía para tomar este último punto como de arranque de una derivación hacia Andalucía. No era esta la primera vez que se hablaba de la unión de Madrid con la región andaluza, ni mucho menos. Ya estaba el antecedente de una concesión del Grand Central en 1856 que partía del Madrid-Almansa y entraba en la provincia de Jaén, siguiendo entonces hasta Córdoba por el valle del Guadalquivir. Este proyecto termina fracasando y al final será la MZA la que acabe sacando un nuevo proyecto, que será aprobado por una nueva Real Orden de 30 de marzo de 1859, que divide el total del recorrido del ferrocarril en cuatro secciones:
1. Manzanares a Andújar
2. Andújar a Córdoba
3. Córdoba a Málaga
4. Campillo (Málaga) a Granada

Sin embargo, a la Compañía de MZA le interesaban solo las dos primeras secciones; además temía que mediante subasta independiente la II sección, de más fácil construcción, pudiera escapar de sus manos en la subasta. Gracias a la colaboración gubernamental, logra la unificación de las secciones I y II y fija una subasta para el 20 de octubre de 1860, que naturalmente ganaría la pujante compañía. Las secciones III y IV quedarían en manos de Jorge Loring y Oyarzábal y pasarían a formar parte de la Compañía del Ferrocarril de Córdoba a Málaga. Tan previsto tenía MZA que saldría ganador de la subasta que a los pocos días comenzaron las obras entre Manzanares y Torrenueva.

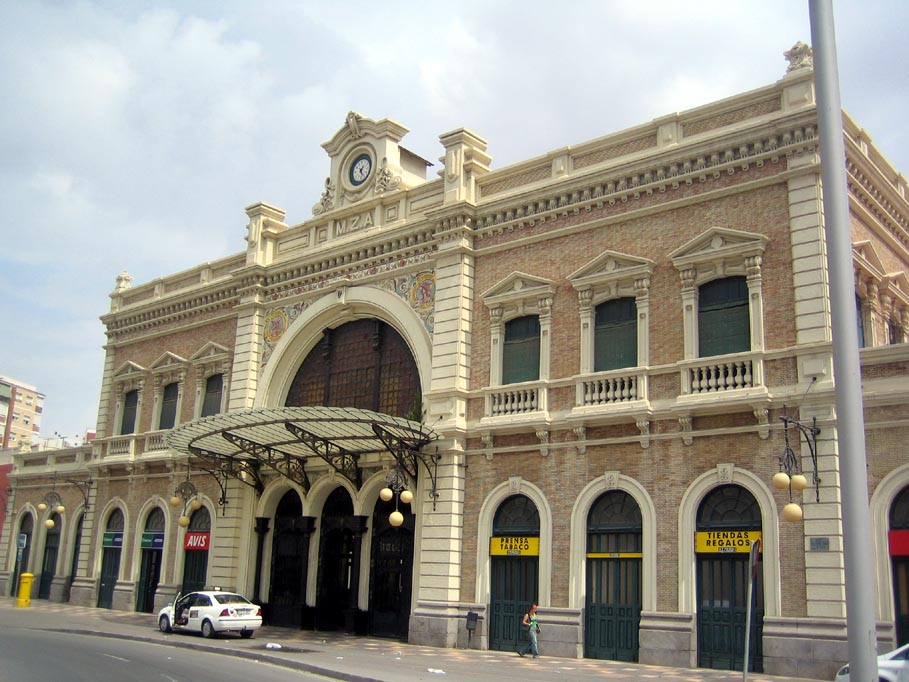
Estación modernista de Cartagena de la línea Madrid-Cartagena, inaugurada en 1862.

Cartagena, con su arsenal militar y su posición en el Mediterráneo, no pasaba desapercibida a los ojos del ferrocarril, ni tampoco lo hizo para MZA. Desde 1852 se venían estudiando distintas alternativas para la construcción de un ramal que partiera de la línea Madrid-Alicante hasta Murcia y Cartagena. Finalmente el gobierno saca a subasta en 1860 la concesión ferroviaria, que iría por Albacete. Como en otras ocasiones, José de Salamanca se hace con la concesión para finalmente transferirla a MZA. A pesar de las polémicas en torno al punto de enlace con el ramal que iría finalmente a Cartagena, Albacete ganaría finalmente la apuesta y para 1863 ya se encontraban inaugurados algunos tramos, como la sección Murcia-Cartagena. Si bien ya funcionaba el servicio en la zona baja de la línea, en la zona alta después de algunas discusiones pudo también completarse el trabajo a un ritmo rápido y así, la línea completa (con unos 240 km en total) fue finalizada oficialmente el 27 de abril de 1865. El punto de enlace, después de tanta polémica, estuvo realmente en Chinchilla, no muy lejos de Albacete.

### La finalización del ferrocarril a Zaragoza

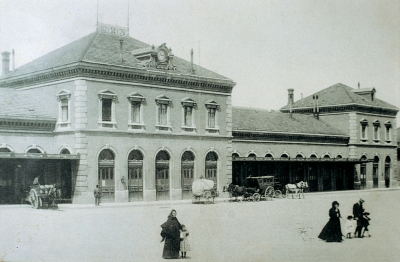
Imagen de la estación del Campo Sepulcro (estación de Zaragoza-Portillo), la estación de MZA en la capital aragonesa, a principios del

Hacia 1859 la línea había llegado a Guadalajara y desde allí existía un servicio combinado de diligencias que enlazaban con la capital aragonesa. La construcción continuó los siguientes años con algunas dificultades, tanto por estrecheces económicas como las dificultades geográficas, antes de alcanzar tierras aragonesas. A principios de 1863 la línea ya alcanzó Alhama de Aragón y poco después lo hizo a Zaragoza, tras lo cual vino la inauguración oficial de la línea el 16 de mayo de 1865. Aunque de momento sólo llegaba hasta Zaragoza, esta ya se beneficiaba del tráfico procedente de la línea que llegaba a Barcelona por Lérida y que salía desde la capital aragonesa. Sin embargo, MZA todavía no disponía de una vía férrea que la comunicara directamente con la ciudad condal.

### Explotación (1865-1875)
La situación en estos años es más de crisis que de buenos resultados. Coincidió esta época con la crisis económica de finales del reinado de Isabel II, pero también con el desprestigio de esta entre amplios sectores de la sociedad española. En 1868 estalló la Revolución gloriosa y con ella el Sexenio Revolucionario: Tras la victoria de los sublevados en Alcolea, la reina tuvo que marchar al exilio y se constituye un gobierno provisional. En los siguientes cinco años tuvieron lugar el reinado de Amadeo I, la proclamación de la I República, el estallido de la rebelión cantonal y una inestabilidad política constante. Para 1875 finalmente se produjo la restauración de la monarquía borbónica en la persona de Alfonso XII. Esta agitada vida política se reflejó también en las cuentas y el devenir de la compañía. Así, en 1865 la compañía comienza a tener serias dificultades financieras, que son empeoradas por la lucha salvaje llevada contra la Compañía del Norte, pero sobre todo tras la crisis económica que sufrió la compañía en 1868 y que puso en riesgo la supervivencia de la compañía. Al año siguiente llegó a la dirección de la compañía Cipriano Segundo Montesino, primer español en este cargo y que lograría reflotar la empresa: consigue rectificar la situación y salva la compañía.
Tras un año en el cargo y después de hacer algunos ajustes en la marcha de los trenes, aumentó el beneficio de la explotación y logró reducir algo los gastos. Por añadidura, consiguió llegar a un acuerdo con Norte para el reparto del tráfico, así como de otras cuestiones. A partir de 1871 hace sustituir los viejos carriles de hierro por carriles de acero. Esta política da rápidamente resultados y en 1873, es posible distribuir un dividendo a los accionistas. La MZA dispone entonces de una red de una longitud de 1428 km y está preparada para realizar una expansión, pero no mediante la construcción de nuevas líneas, sino con la compra y la anexión de algunas de las ya existentes y que se encontraban en una difícil situación económica.

### Expansión ferroviaria a partir de 1875
La revolución de 1868 y la crisis financiera que conoció la compañía habían llevado a los dirigentes a no pedir nuevas concesiones. En 1875, pasadas las mayores dificultades, la MZA se encuentra en condiciones para entrar en una nueva fase de expansión. Esta permitirá agregar a la red de MZA aproximadamente 1189 km de líneas ya existentes.
El primer rescate es sobre todo de marcado carácter político y marca una forma de reconciliación con Norte; este acepta ceder su compañía andaluza, y a cambio, el MZA no se opone al rescate de la ZPB por parte de Norte. La empresa del Ferrocarril Córdoba-Sevilla ya venía estando en una situación poco halagüeña ante el futuro, por lo que entabló conversaciones con otras compañías ferroviarias para buscar una fusión. Las buenas relaciones de la pequeña compañía con MZA contrastaban con las pésimas relaciones que esta tenía con la Compañía del Ferrocarril Sevilla-Jerez-Cádiz. Así, el 5 de octubre de 1875, la MZA adquiere la Compañía del Ferrocarril de Córdoba a Sevilla y sus 132 kilómetros de líneas ya en explotación así como la línea de las minas de la Reunión a Villanueva del Río y Minas. La Compañía del Madrid a Zaragoza y Alicante conseguía así enlazar este ferrocarril con el suyo que llegaba a Córdoba y lograba llegar hasta la capital de región andaluza.

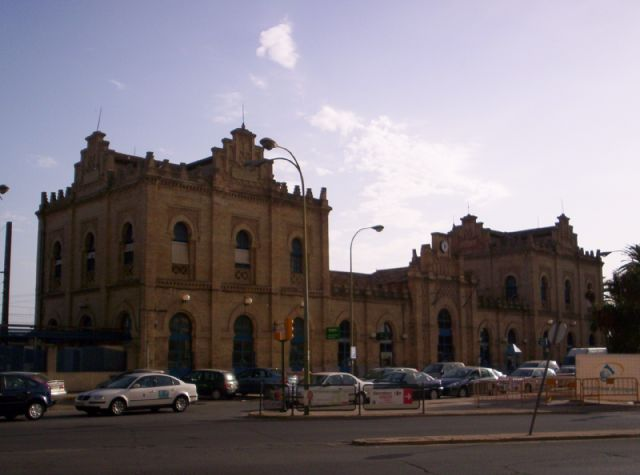
La estación de Huelva donde terminaban las vías de MZA en el sur peninsular.

La segunda parte de esta extensión tiene también lugar en Andalucía: después de largas negociaciones ya empezadas en 1876, la MZA adquiere la Compañía de los Ferrocarriles de Sevilla a Huelva en 1877. Con ello, 111 km de líneas aún en construcción, y que no se terminarán hasta 1880, con grandes dificultades. Esta adquisición incluía asimismo el uso de la estación de Huelva, puesta en servicio también en 1880 y que siguió operativa con RENFE hasta 2018. Los dirigentes del MZA, compañía que ya poseía ferrocarriles y presencia en una serie de puertos mediterráneos, pensaban que un puerto en el Atlántico permitiría aumentar el tráfico de la red abriendo tráficos sobre nuevos países. Sin embargo, esta sería una esperanza que finalmente no se cumpliría.
La línea Ciudad Real a Badajoz ya se había inaugurado el 22 de noviembre de 1866, perteneciente a la Compañía de Caminos de Hierro de Ciudad Real a Badajoz. Poco después la compañía amplió sus líneas con un nuevo ramal hacia Madrid, que para 1879 ya se encontraban finalizadas. Sin embargo, a estas alturas los negocios de la compañía habían derivado en una forma que impedía la continuidad de su existencia. Por ello, desde comienzos de 1879 ambas compañías venían celebrando acuerdos y un convenio para el reparto de tráfico que acabó con la anexión por parte de MZA. La absorción de la Compañía de Caminos de Hierro de Ciudad Real a Badajoz, el 8 de abril de 1880, permite aumentar la red en 510 km suplementarios y sobre todo disponer de una salida hacia Portugal. La estación de Delicias, que era la estación de la Compañía de Ciudad Real-Badajoz en la capital, no pasó a MZA, pues esta ya poseía la estación de Atocha (mucho más amplia) y negoció con la recién creada Compañía de los Ferrocarriles de Madrid a Cáceres y Portugal la venta de Delicias, que finalmente la adquirió. Esta política de fusiones/anexiones se ve completada finalmente con el rescate de la Compañía del Ferrocarril de Mérida a Sevilla, en 1880, aunque se hizo con la concesión, pues las obras de la línea todavía no habían empezado siquiera. En 1881 ya se tenían terminadas y en explotación las dos extremidades de la línea. Tras varios años, ahora sí, el 16 de enero de 1885 quedaba abierta al público la totalidad de la línea entre Mérida y Sevilla. La importancia de esta anexión fue que unía las líneas ya adquiridas de Ciudad Real-Badajoz y las de Córdoba-Sevilla-Huelva, completando la fase de anexiones en el sur por parte de MZA.
Explotación (1875-1895)

Catástrofe del puente de Alcudia (27 de abril de 1884), con 59 fallecidos y 56 heridos: el mayor desastre ferroviario en España hasta la fecha.

Además de las anexiones y expansión de líneas férreas, la MZA llevó a cabo una política acorde con la situación del país. Este periodo, conocido como la Restauración, se verá caracterizado por una importante recuperación económica, con una fuerte actividad comercial y, sobre todo, una poderosa expansión industrial. Para el ferrocarril, esta situación exige una adaptación del parque móvil existente en las compañías, así como una mejora de la red e instalaciones. Para el año 1876 la compañía comprará 400 nuevos vagones que con el tiempo aumentarán hasta el número de 1000 unidades adquiridas. Paralelamente, MZA se moderniza: 1878 ve la puesta en marcha del primer gran expreso entre Madrid y Sevilla. Al año siguiente, otro gran expreso circula entre Madrid y Barcelona, vía Lérida. El 16 de abril de 1883, se puso en servicio material de Wagons-Lits en el expreso de Andalucía. Se prueba un sistema de freno en ese mismo expreso, con resultados satisfactorios el 8 de mayo de 1886. En 1884 se acometen las obras para la construcción de un ferrocarril que partiera desde Aranjuez y llegara a Cuenca. Antes de 1880 esta línea ya se había estipulado para su construcción según concesión estatal, siendo adquirida esta por MZA a partir de otra empresa encargada de su construcción. Con la MZA la construcción fue rápida y la circulación de trenes ya está lista para el 5 de septiembre de 1885. La explotación de la misma no fue muy brillante y en parte era debido a que la línea moría en Cuenca sin continuar hasta Utiel, donde ya había llegado el ferrocarril, y continuando el camino hasta Valencia en ruta directa. A pesar de las peticiones hechas por algunas personalidades de la provincia, MZA desoyó las peticiones y así continuaría hasta bien entrado el siglo XX. No es la única línea construida, pues se planea un enlace ferroviario de MZA con el Norte. Esto es, una línea férrea que partiera desde Ariza (en el ferrocarril Madrid-Zaragoza) hasta alcanzar Valladolid y pasando por Aranda de Duero.

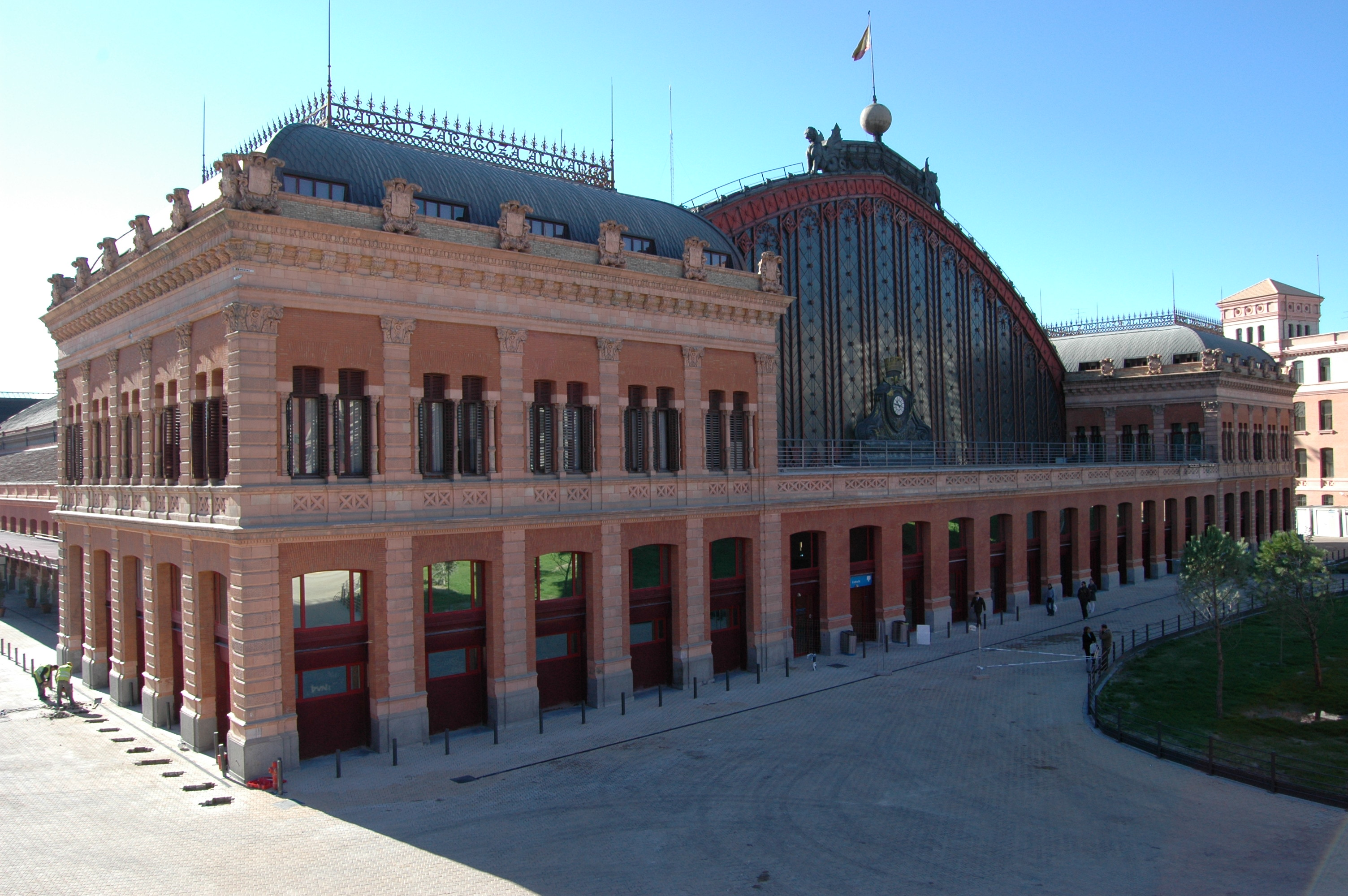
Imagen de la estación de Atocha en Madrid, convertida en cabecera y símbolo de MZA. Aspecto con el que quedó una vez finalizada su última gran reforma de la estación clásica en 1992.

Concebida como una línea ferroviaria estratégica por los planes del gobierno, esta queda operativa a 1 de enero de 1895 y con ella se dan por acabadas las construcciones ferroviarias por parte de MZA. Por otro lado, acomete las mejoras para renovar la estación de Atocha hacia 1880, que pretende transformar el pequeño y anticuado edificio que no es adecuado a las necesidades del momento. El Ayuntamiento de Madrid acometió obras en la zona de los accesos a la estación, hasta entonces bastante abandonados, y en 1889 la compañía comienza finalmente los trabajos de ampliación de la estación de Madrid-Atocha. En 1892 se finalizarán los mismos, con el resultado de la marquesina que actualmente existe y con un gran número de andenes, reflejo del volumen de trenes que mueve en ese momento.
La expansión hacia Cataluña
En 1885 el ingeniero de caminos Eduardo Maristany Gibert (1855-1941) (nieto de Manuel Gibert, que fue presidente de la primitiva compañía del Barcelona-Mataró) ingresó en la Compañía de los ferrocarriles de Tarragona a Barcelona y Francia (TBF). Por aquel entonces la TBF se hallaba enfrascada en la construcción de una línea directa de Barcelona a Zaragoza, por una ruta situada mucho más al Sur que la que la Compañía del Norte explotaba vía Lérida y Manresa. Ya se estaban manteniendo en esos años contactos con la compañía MZA, con vistas a una posible fusión, pues TBF veía más práctico que su nueva línea de Zaragoza a Barcelona por Caspe pudiera unificarse con la de Madrid a Zaragoza, y crear una relación entre las dos principales metrópolis españolas por vías de una sola empresa, que continuar con sus proyectos primitivos, heredados de la extinguida Compañía de los Ferrocarriles Directos de Madrid y Zaragoza a Barcelona, absorbida por TBF.
De los acuerdos de fusión surgió un ramal, abierto al servicio el 15 de junio de 1887, que integraba la línea Valls-Villanueva-Barcelona en el sistema de enlaces de la ciudad, al unir un punto de ese ex-VVB cercano al río Llobregat con la bifurcación de la Bordeta, en la línea procedente de Tarragona y Martorell que se encaminaba hacia la calle de Aragón. Con la apertura de este enlace de 1887 nacía el llamado "ocho catalán", pues de la misma manera que era posible viajar en tren desde Barcelona a varios puntos de la provincia de Gerona, bien por la costa (Mataró) bien por el interior (Granollers), se podía hacer lo mismo hacia el sur, hacia varias poblaciones de la provincia de Tarragona, bien por la costa (Villanueva y Geltrú - línea de VVB), bien por el interior (Martorell-línea del “Centro”). Se estipuló además que habría un período previo de cooperación entre las empresas, por el que MZA construiría los 254 km de la línea de Ferrocarril Valladolid-Ariza para establecer una “cabeza de puente” en Castilla la Vieja, “feudo” tradicional de la Compañía del Norte. A su vez, la TBF finalizaría la línea directa de Caspe.
Sin embargo, los Caminos de Hierro del Norte también andaban tras la compra de TBF, sobre todo después de haber comprado la Sociedad de los Ferrocarriles de Almansa a Valencia y Tarragona, pues esta era la siguiente operación. Rápidamente intentó impedir las negociaciones que existían pero MZA respondió con una emisión de obligaciones en el mercado de París. Tras conseguir el dinero necesario, finalmente se hizo con el TBF y logró ganar la apuesta a Norte. En el año 1891 se firmó un convenio en la capital francesa y así, el 1898 se estrenó con la expansión de la red de MZA muchas decenas de kilómetros hacia el Nordeste. Pero la compra de TBF no significó su desaparición, ni mucho menos. Como era imposible unificar de golpe las costumbres, sistemas de señalización, gálibos de cargamento, etc. de las dos compañías, siguió existiendo una cierta diferenciación entre la Red Antigua (que se refería a la originaria MZA) y a la Red Catalana (en este caso, a la antigua TBF).

### sigloXX

#### Explotación de 1898 - 1936
Con el cambio de siglo, MZA había sufrido una gran transformación. De sus poco más de 287 km de vías y 37 locomotoras que tenía en 1856, había pasado a contar en 1900 con unos 3679 km de tendido, 392 locomotoras, 9000 coches y vagones y cerca de 11 000 empleados. También a comienzos de siglo destaca la estrecha relación económica entre MZA y MTM, que se convierte en un cliente fijo de MTM debido a la cada vez más frecuente situación a la hora de hacer pedidos de material para la Compañía. Esta situación despierta el interés en la compañía sucesora del Madrid-Alicante por la compra de participaciones de la compañía, logrando controlar un porcentaje de MTM con el objetivo de asegurarse buenos precios a la hora de hacer otros pedidos.
La integración de la Red Catalana fue progresando a medida que avanzaba el siglo, y esto se hace más patente cuando el Servicio de Tracción se rige enteramente desde Madrid a partir de 1908. En 1925 se unen definitivamente ambas entidades. Se empieza una paulatina modernización de la red y las instalaciones, acorde con la nueva situación existente en el nuevo siglo XX. Por un lado, se comenzó la construcción de doble vía en algunos tramos de la red de MZA: ya existía entre Barcelona y Molins de Rey con la TBF, mientras que en 1900 se añadió una segunda vía al tramo entre Barcelona y Mataró. La experiencia se repetiría en la zona central, concretamente en el tramo Madrid-Getafe en 1913. Al año siguiente, la doble vía se continuó hasta Alcázar de San Juan. Esta modernización de la red alcanzaría también a otros ámbitos, como las estaciones de clasificación y las estaciones de mercancías, independientes del tráfico de las grandes estaciones de pasajeros. De estas, destacaría la estación de Barcelona-Morrot, inaugurada en 1917 y situada junto al puerto de la ciudad condal. Estaba dotada de los mayores adelantos técnicos para la época para el tratamiento y almacenamiento de mercancías.

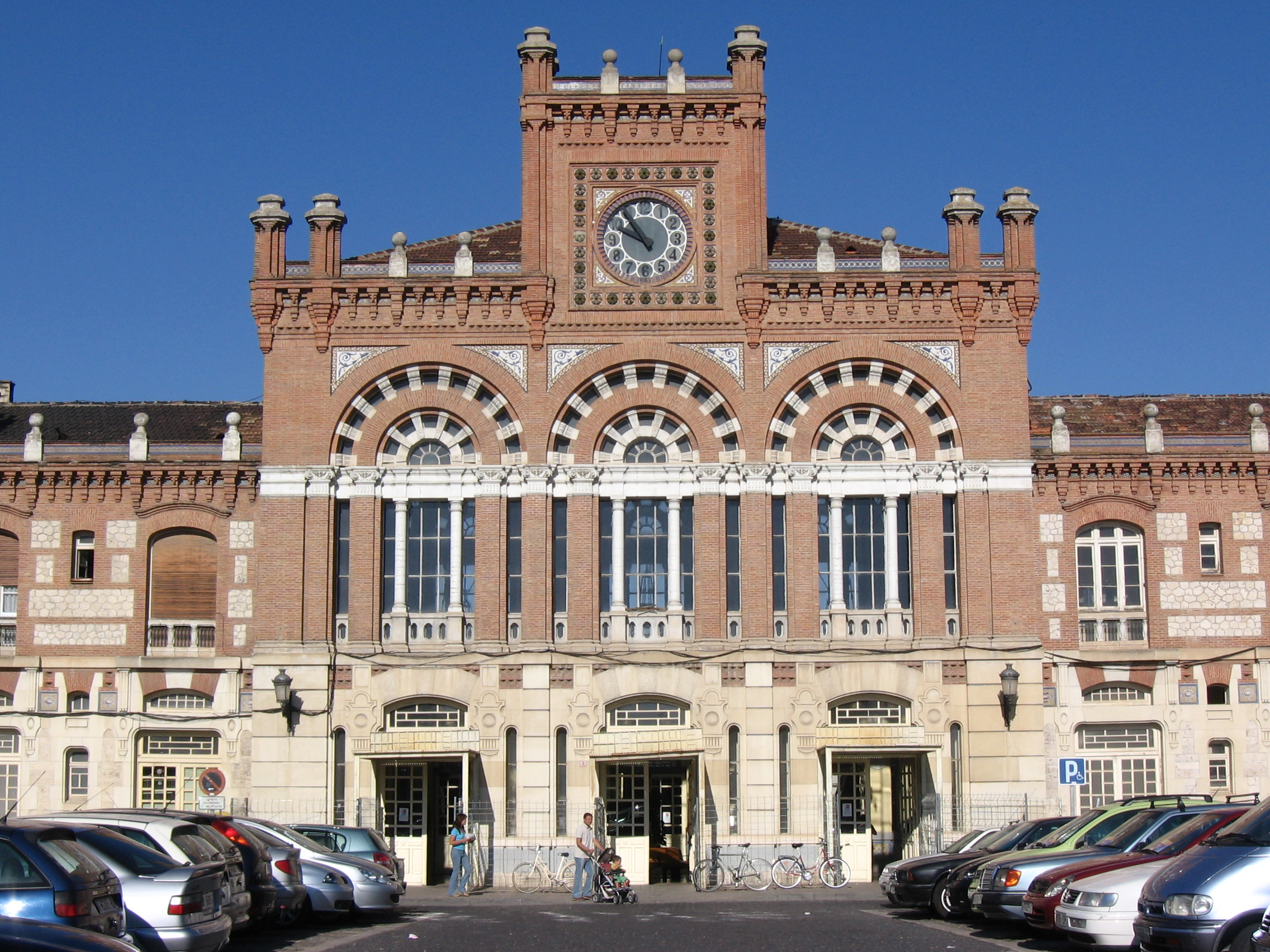
Fachada de la estación de Aranjuez, de estilo neomudéjar y una de las más hermosas de la red.

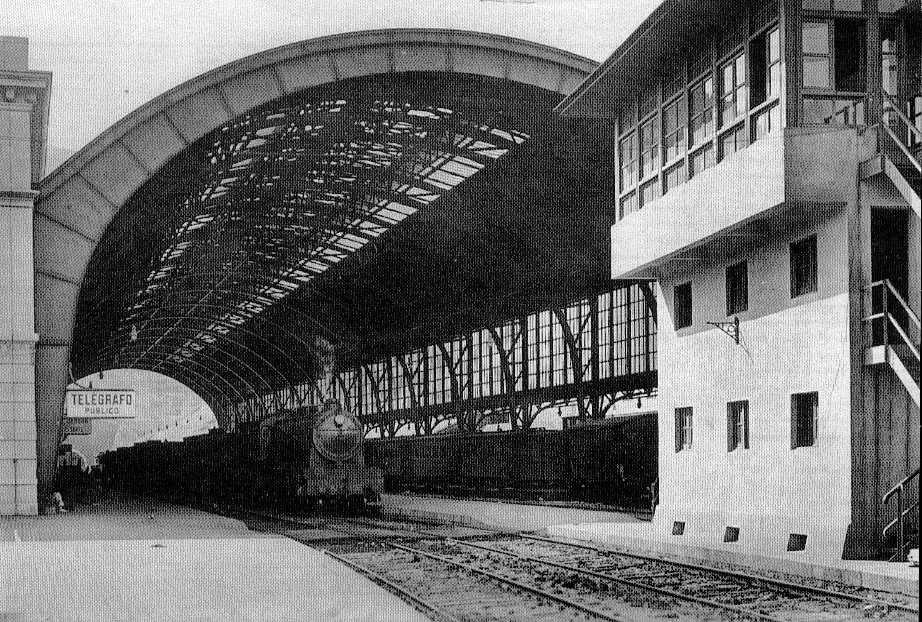
Estación de Portbou, inaugurada por MZA en 1929 y que sustituía a la anterior de 1870. Era una de las más importantes de su red por el gran tráfico de pasajeros y mercancías que circulaba por sus vías.

La Compañía del Madrid-Zaragoza-Alicante no fue una excepción y (como otras compañías) debió ajustar precios con la situación real y por ello retrasó o canceló muchas reformas pendientes, así como la modernización de las instalaciones y el parque móvil. Esto llevó a una situación crítica. La MZA logró mantener esta difícil existencia por unos años más, pero solo hasta el comienzo de la dictadura de Primo de Rivera, el cual introdujo en 1924 el Estatuto Ferroviario. A partir de él se establecían las ayudas estatales y subvenciones a las distintas compañías ferroviarias para que mejoraran su red y parque móvil, que entonces se encontraba muy anticuado y obsoleto. MZA, por su parte, empleará estas ayudas en mejorar su red y realizar algunas obras como la estación término de Barcelona, finalizada en 1929. De esta época destacarán otras estaciones, como la de Portbou (también inaugurada en 1929) o la de Aranjuez (construida entre 1922 y 1929). Gracias a las ayudas estatales y al plan de modernizaciones de la compañía, esta alcanzará en la década de los años 1920 los mejores resultados de su historia, con una recuperación y crecimiento rapidísimos que terminarán para 1930-1931. A partir de esa fecha las cuentas de la compañía vuelven a desplomarse otra vez, al unísono de la crisis económica general que hay tras el Crack del 29 y de la negativa de los nuevos gobiernos republicanos a reconocer la vigencia del Estatuto Ferroviario de 1924. Y es que la cuestión de las ayudas estatales había llegado a un punto en que era el Estado el que mantenía los ferrocarriles, pero no tenía ninguna decisión respecto de ellos.

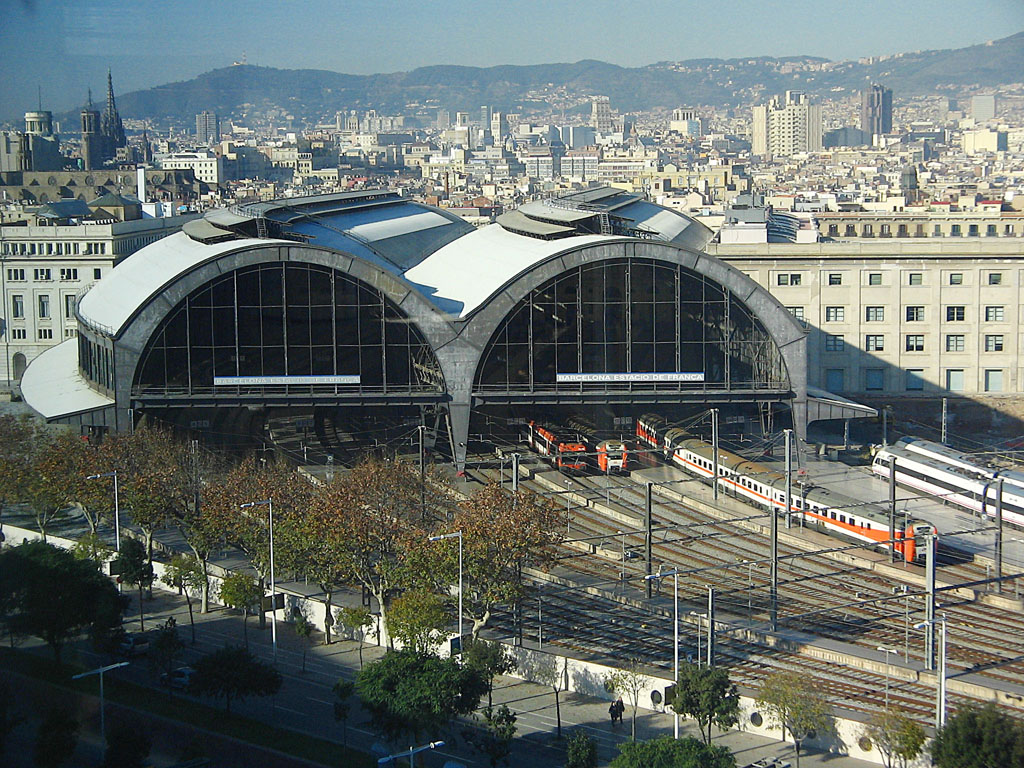
Estación de Francia en Barcelona, finalizada en 1929 y que constituyó de las últimas obras realizadas en la construcción de grandes estaciones.

La cuestión de los salarios se había logrado controlar durante la época de la dictadura, pero la nueva legislación de la República supuso un aumento de los escuálidos sueldos. En suma, toda esta situación no estaba sino complicando cada vez más la supervivencia de la compañía. Los resultados económicos de 1935 resultaron desastrosos y ya entonces se llegó a una situación que se sabía no podía mantenerse por mucho más tiempo. Por otra parte, la nacionalización de los ferrocarriles era una constante en las discusiones de la época, pero la inestabilidad política de los gobiernos republicanos impidió llevar a cabo cualquier medida efectiva y por ello, la Compañía MZA continuó su complicada existencia.

#### La Guerra Civil y la integración en RENFE
El estallido de la guerra civil española marcará también la historia de esta compañía, como también lo hizo en tantas otras situaciones. La guerra dividirá en dos partes toda la red, instalaciones y parque móvil de la compañía, encontrándose la dirección en Madrid. Sus dirigentes y consejeros que se encontraban en zona republicana huyeron rápidamente a la zona sublevada ante las presiones de los milicianos y los comités obreros. Desde el 18 de julio de 1936 serán los comités de obreros y ferroviarios los que realmente tengan el poder y el control de la compañía. Y es que la situación bélica decide al gobierno republicano a la nacionalización de todos los ferrocarriles que se encontraban en su zona para asegurarse su control, aunque en la práctica fueran colectivizados por los comités de obreros y ferroviarios. Así, por el Decreto de 3 de agosto de 1936 la Compañía MZA desaparecerá de la zona republicana y es integrada en la Red Nacional de Ferrocarriles (no se debe confundir con la posterior RENFE). Pero en la zona franquista continuará su existencia y los miembros de la antigua dirección que habían conseguido huir a la zona sublevada intentarán reconstruir la compañía dentro de sus posibilidades. A pesar de ser los propietarios legales y de haber reconstruido la organización, serán las autoridades militares franquistas las que realmente dirijan y administren todo lo relacionado con los ferrocarriles, pues estos eran cruciales para la guerra.
Al terminar la guerra llegan las consecuencias y la desolación de todo el país también está presente en el lamentable estado en que se encuentran las instalaciones, red ferroviaria y el material rodante de la Compañía. Las compañías ferroviarias tratan de volver a la situación anterior a la guerra, pero su situación económica es desastrosa y son incapaces siquiera de mantener su existencia. En la inmediata posguerra, el nuevo estado franquista dispuso del control de las grandes compañías, pero no toca su independencia, aunque sólo sería por poco tiempo. Después de la creación de RENFE a principios de 1941, la antigua MZA será integrada el 1 de julio del mismo año y con ello termina la historia de la compañía.

### El legado de MZA

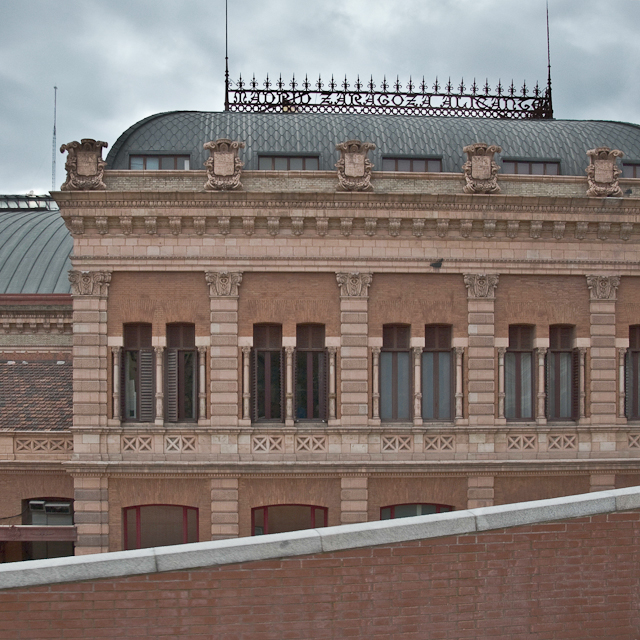
Laterales de la estación de Atocha: En la parte superior se puede observar la leyenda Madrid-Zaragoza-Alicante, un resto originario de la época en que la estación era central de MZA y que se ha conservado hasta el día de hoy.

Aunque la compañía desapareció oficialmente en 1941 al ser integrada en RENFE, ello no significó, ni mucho menos, la desaparición de todas las referencias que dejó. Y es que en numerosos (y, a veces, desapercibidos) detalles ha quedado la marca o el acrónimo de MZA, como es el caso de las estaciones de Murcia o de Cartagena. En la estación de Atocha en Madrid todavía pueden apreciarse en la parte superior de los laterales la leyenda Madrid-Zaragoza-Alicante, un lejano recuerdo de su época de esplendor bajo la compañía. Por otro lado, numerosas estaciones mantienen su estructura y empleo originales de la época de MZA, citando casos como la estación de Aranjuez, la de Barcelona-Término o la de Portbou, mientras que otras estaciones se han mantenido en su estructura, pero han perdido su uso ferroviario, caso de la estación Plaza de Armas en Sevilla.

## Resultados económicos
En el siguiente cuadro aparece con la relación de viajeros y mercancías transportados por MZA entre 1865 y 1935. Por otro lado, aparece en tercer lugar una relación con el porcentaje de los resultados de la explotación sobre la base de los ingresos obtenidos.
| Años | Viajeros transportados (viajeros) | Mercancías transportadas (toneladas) | Resultados de la explotación sobre los ingresos |
| 1865 | 1 571 700                         | 554 700                              | 54,1%                                           |
| 1875 | 1 853 100                         | 895 100                              | 62,8%                                           |
| 1882 | 2 380 900                         | 1 884 700                            | 60,0%                                           |
| 1888 | 2 629 000                         | 1 955 500                            | 59,7%                                           |
| 1894 | 2 574 700                         | 2 119 200                            | 65,0%                                           |
| 1902 | 10 339 600                        | 5 336 700                            | 59,7%                                           |
| 1907 | 12 697 600                        | 6 495 900                            | 54,4%                                           |
| 1917 | 18 079 500                        | 10 063 400                           | 45,5%                                           |
| 1921 | 26 007 800                        | 8 389 200                            | 16,1%                                           |
| 1928 | 29 048 800                        | 12 206 900                           | 26,9%                                           |
| 1935 | 26 241 800                        | 8 754 700                            | 16,7%                                           |

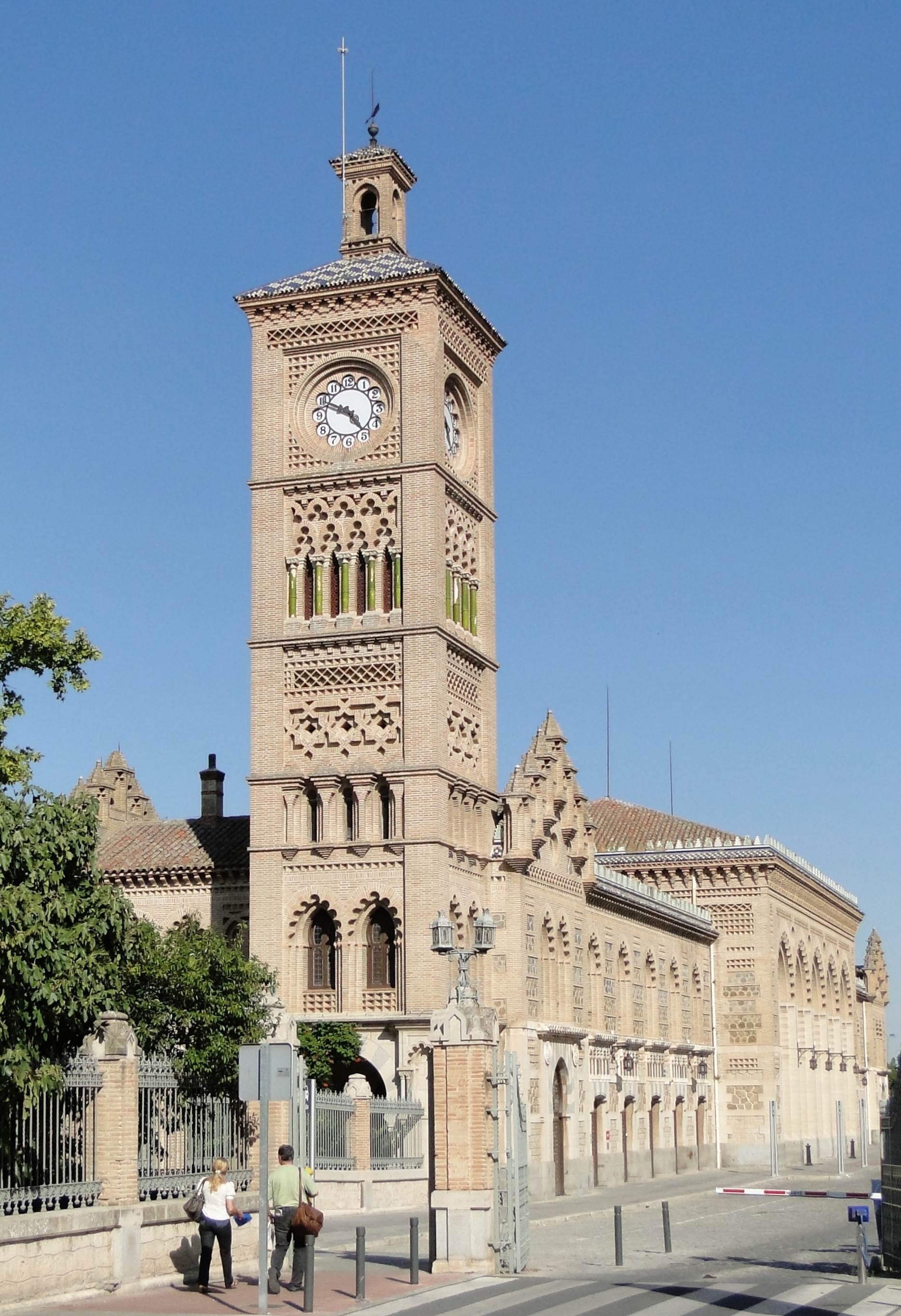
Estación de Toledo, inaugurada en 1919.

En este cuadro aparece los ingresos, gastos y resultados de explotación que tuvieron las cuentas de la Compañía entre el periodo de 1861 y 1935. Los resultados finales se obtendrían de detraer de la última columna los pasivos (básicamente, la carga financiera que suponía el pago a los obligacionistas), que siempre eran más del 75 % de ese resultado de explotación.
| Años | Ingresos de explotación | Gastos de explotación | Excedente        |
| 1861 | 17 322 700 ptas.        | 7 948 200 ptas.       | 9 374 500 ptas.  |
| 1866 | 22 430 500 ptas.        | 10 737 400 ptas.      | 11 693 100 ptas. |
| 1871 | 26 997 000 ptas.        | 9 633 000 ptas.       | 17 364 000 ptas. |
| 1876 | 37 130 100 ptas.        | 13 828 000 ptas.      | 23 302 100 ptas. |
| 1881 | 50 597 300 ptas.        | 20 248 800 ptas.      | 30 348 500 ptas. |
| 1886 | 52 676 100 ptas.        | 21 510 000 ptas.      | 31 166 100 ptas. |
| 1894 | 57 966 400 ptas.        | 20 788 100 ptas.      | 37 691 400 ptas. |
| 1902 | 94 768 500 ptas.        | 38 230 600 ptas.      | 56 537 900 ptas. |
| 1907 | 110 726 400 ptas.       | 50 448 600 ptas.      | 60 277 800 ptas. |
| 1917 | 151 328 000 ptas.       | 82 476 000 ptas.      | 68 852 000 ptas. |
| 1921 | 250 828 000 ptas.       | 210 467 700 ptas.     | 40 360 300 ptas. |
| 1928 | 301 285 300 ptas.       | 216 765 500 ptas.     | 84 519 800 ptas. |
| 1935 | 265 578 100 ptas.       | 221 144 100 ptas.     | 44 433 800 ptas. |

En este cuadro aparecen las aportaciones de capital por parte del estado en concepto de ayuda a las compañías ferroviarias. Esto era en virtud a lo dispuesto en el Decreto-Ley de 12 de julio de 1924 (en otras palabras, el Estatuto Ferroviario de 1924) y de aplicación entre 1926 y 1931, cuando los gobiernos republicanos cortaron las ayudas al dejar de reconocer la vigencia de esta medida.
| Años | Aportaciones de capital estatal |
| 1926 | 29 100 000 ptas.                |
| 1927 | 82 400 000 ptas.                |
| 1928 | 81 400 000 ptas.                |
| 1929 | 109 500 000 ptas.               |
| 1930 | 83 400 000 ptas.                |
| 1931 | 6 700 000 ptas.                 |

## Líneas férreas en propiedad

### Cronología de las líneas construidas
Entrada en servicio de los primeros tramos
| Concesión               | Fecha                   | Sección                           | Longitud (km) |
| Madrid-Almansa-Alicante | 17 de noviembre de 1857 | Albacete-Almansa                  | 79,5          |
| .                       | 15 de marzo de 1858     | Almansa-Alicante                  | 96,5          |
| Madrid-Zaragoza         | 3 de mayo de 1859       | Madrid-Guadalajara                | 56,8          |
| .                       | 5 de octubre de 1860    | Guadalajara-Jadraque              | 43,3          |
| .                       | 1 de octubre de 1861    | Zaragoza-Casetas                  | 13,1          |
| .                       | 2 de julio de 1862      | Jadraque-Medinaceli               | 61,7          |
| .                       | 4 de febrero de 1863    | Medinaceli-Alhama                 | 53,3          |
| .                       | 25 de mayo de 1863      | Alhama-Grisén                     | 96,2          |
| .                       | 10 de agosto de 1864    | Grisén-Casetas                    | 13,1          |
| .                       | 1 de octubre de 1864    | Casetas-Zaragoza (Campo Sepulcro) | 13,0          |
| Alcázar-Ciudad Real     | 1 de julio de 1860      | Alcázar-Manzanares                | 49,2          |
| .                       | 1 de octubre de 1860    | Manzanares-Daimiel                | 21,4          |
| .                       | 21 de enero de 1861     | Daimiel-Almagro                   | 21,3          |
| .                       | 14 de marzo de 1861     | Almagro-Ciudad Real               | 22,2          |
| Albacete-Cartagena      | 1 de febrero de 1863    | Murcia-Cartagena                  | 65,1          |
| .                       | 18 de enero de 1864     | Chinchilla-Hellin                 | 49,7          |
| .                       | 8 de octubre de 1864    | Cieza-Murcia                      | 49,3          |
| .                       | 8 de octubre de 1864    | Hellin-Agramón                    | 19,6          |
| .                       | 9 de marzo de 1865      | Albacete-Chinchilla               | 19,1          |
| .                       | 27 de marzo de 1865     | Cieza-Calasparra                  | 24,9          |
| .                       | 27 de abril de 1865     | Agramón-Calasparra                | 17,8          |
| .                       | 2 de mayo de 1891       | Cartagena-Muelles del Levante     | 0,7           |
| .                       | 2 de mayo de 1892       | Costa Levante-Puerto Cartagena    | 0,7           |

### Líneas bajo explotación
| Línea                             | Longitud | Adquisición | Compañía inicial                                                                              | Inauguración | Notas                                                                               |
| Madrid - Almansa - Alicante       | 176 km   | 1856        |                                                                                               | 1861         | Construida por MZA                                                                  |
| Madrid - Zaragoza                 | 350,5 km | 1856        |                                                                                               | 1865         | Construida por MZA                                                                  |
| Castillejo - Toledo               | 26,2 km  | 1858        | Compañía del Ferrocarril de Castillejo a Toledo                                               | 1858         |                                                                                     |
| Alcázar de San Juan - Ciudad Real | 134 km   | 1859        |                                                                                               | 1861         | Construida por MZA                                                                  |
| Albacete - Cartagena              | 245,5 km | 1863        |                                                                                               | 1865         | Construida por MZA                                                                  |
| Manzanares - Córdoba              |          | 1860        |                                                                                               |              | Construida por MZA                                                                  |
| Córdoba - Sevilla                 | 132 km   | 1859        | Compañía del Ferrocarril de Córdoba a Sevilla                                                 | 1875         |                                                                                     |
| Sevilla-Huelva                    | 111 km   | 1877        | Compañía del Ferrocarril de Sevilla a Huelva                                                  | 1880         | MZA sólo adquirió los derechos sobre la línea y tuvo que emprender su construcción. |
| Ciudad Real - Badajoz             | 324 km   | 1866        | Compañía de Caminos de Hierro de Ciudad Real a Badajoz                                        | 1880         |                                                                                     |
| Almorchón - Belmez                | 63,7 km  | 1868        | Compañía de Caminos de Hierro de Ciudad Real a Badajoz                                        | 1880         |                                                                                     |
| Madrid - Ciudad Real              | 170,3 km | 1879        | Compañía de Caminos de Hierro de Ciudad Real a Badajoz                                        | 1880         |                                                                                     |
| Mérida - Sevilla                  |          | 1880        | Compañía del Ferrocarril de Mérida a Sevilla                                                  | 1885         | MZA sólo adquirió los derechos sobre la línea y tuvo que emprender su construcción. |
| Aranjuez - Cuenca                 |          | 1880        |                                                                                               | 1885         | MZA sólo adquirió los derechos sobre la línea y tuvo que emprender su construcción. |
| Ariza - Valladolid                | 254 km   | 1892        | Compañía del Ferrocarril del Duero                                                            | 1895         | MZA sólo adquirió los derechos sobre la línea y tuvo que emprender su construcción. |
| Barcelona - Granollers - Empalme  |          | 1898        | TBF                                                                                           | 1861         | Construida por Camino de Hierro del Norte.                                          |
| Barcelona - Mataró - Empalme      |          | 1898        | TBF                                                                                           | 1848         | Construida por Camino de Hierro de Barcelona a Mataró.                              |
| Empalme - Gerona                  |          | 1898        | TBF                                                                                           | 1862         | Construida por Caminos de Hierro de Barcelona a Gerona.                             |
| Gerona - Portbou                  |          | 1878        | TBF (Construcción propia)                                                                     | 1898         |                                                                                     |
| Barcelona - Martorell - Tarragona |          |             | TBF                                                                                           | 1898         |                                                                                     |
| Valls - Villanueva - Barcelona    |          |             | TBF                                                                                           | 1898         |                                                                                     |
| Roda de Bará - Reus - Caspe       |          | 1894        | Compañía de los Ferrocarriles Directos de Madrid y Zaragoza a Barcelona y TBF (Const. Propia) | 1898         |                                                                                     |

## El parque motor de MZA

### Locomotoras de vapor
| Tipo   | Procedencia | N° MZA (I) | N° MZA (II)    | N° Renfe        | Fabricante                               | N° de fábrica   | Año  | Peso (t) | Notas                                            |
| 120    | MA          | 1          | .              | .               | Stothert, Slaughter & Co, Bristol        | ?               | 1851 | 19,0     | .                                                |
| 111 T  | MA          | 2 a 8      | .              | .               | Stothert, Slaughter & Co, Bristol        | ?               | 1852 | 17,0     | .                                                |
| 120 T  | MA          | 9 a 10     | .              | .               | Stothert, Slaughter & Co, Bristol        | ?               | 1855 | 17,0     | .                                                |
| 120    | MA          | 11 a 16    | .              | .               | Stothert, Slaughter & Co, Bristol        | ?               | 1850 | 19,0     | .                                                |
| 120    | MA          | 17 a 20    | .              | .               | Saint-Léonard, Lieja                     | 49-52           | 1848 | 19,0     | .                                                |
| 021    | MA/CT       | 41 a 44    | .              | .               | Stothert, Slaughter & Co, Bristol        | ?               | 1858 | 26,0     | .                                                |
| 120    | .           | 119 a 123  | 45 a 49        | .               | Kitson, Leeds                            | 655-659         | 1858 | 29,5     | .                                                |
| 120    | .           | 124 a 128  | 50 a 54        | .               | Kitson, Leeds                            | 665-669         | 1859 | 29,5     | .                                                |
| 120    | .           | 139 a 143  | 55 a 59        | .               | Sharp-Stewart, Mánchester                | 1186-1190       | 1861 | 27,9     | .                                                |
| 120    | .           | 144 a 146  | 60 a 62        | .               | Sharp-Stewart, Mánchester                | 1212-1214       | 1861 | 27,9     | .                                                |
| 120    | .           | 129 a 138  | 63 a 72        | 120-2011        | Schneider & Cie., Le Creusot             | 410-419         | 1858 | 24,9     | .                                                |
| 120    | .           | .          | 73 a 82        | .               | Schneider & Cie., Le Creusot             | 641-650         | 1861 | 24,9     | .                                                |
| 120    | .           | .          | 83 a 88        | .               | Schneider & Cie., Le Creusot             | 663-668         | 1862 | 24,9     | .                                                |
| 120    | .           | .          | 89 a 107       | 120-2012 a 2014 | Charles Evrard, Bruselas                 | 18-36           | 1861 | 24,9     | .                                                |
| 120    | .           | .          | 108 a 113      | 120-2015        | Charles Evrard, Bruselas                 | 41, 43-47       | 1861 | 24,9     | 109-111 y 113 vendidas al Córdoba-Málaga (1863). |
| 120    | .           | .          | 114 a 118      | 120-2016        | Charles Evrard, Bruselas                 | 51-55           | 1861 | 24,9     | .                                                |
| 120    | .           | .          | 119 a 128      | 120-2017        | Ernest Goüin, París                      | 618-627         | 1863 | 24,9     | .                                                |
| 120    | CS          | .          | 129 a 130      | .               | Stephenson, Newcastle                    | 1035-1036       | 1857 | ?        | .                                                |
| 120    | CS          | .          | 131 a 142      | .               | Schneider & Cie., Le Creusot             | 321-332         | 1857 | 27,6     | .                                                |
| 120    | MS          | .          | 143 a 148      | 120-2071 a 2072 | John Cockerill, Seraing                  | 995-1000        | 1879 | 29,6     | .                                                |
| 120    | TBF         | .          | 149-150        | 120-2121 a 2122 | M.T.M., Barcelona                        | 9-10            | 1895 | 40,3     | .                                                |
| 120    | TBF         | .          | 151-154        | 120-2101 a 2103 | Sharp-Stewart, Mánchester                | 3388-3391       | 1887 | 34,9     | .                                                |
| 120    | TBF         | .          | 155-158        | 120-2104 a 2106 | Sharp-Stewart, Mánchester                | 3415-3418       | 1887 | 34,9     | .                                                |
| 120    | TBF         | .          | 159 a 162      | 120-2107 a 2109 | Sharp-Stewart, Mánchester                | 3506-3509       | 1889 | 34,9     | .                                                |
| 120    | TBF         | .          | 163 a 166      | 120-2110 a 2111 | Sharp-Stewart, Mánchester                | 3637-3640       | 1889 | 34,9     | .                                                |
| 120    | TBF         | .          | 167            | .               | Sharp-Stewart, Mánchester                | 771             | 1854 | 28,0     | .                                                |
| 120    | TBF         | .          | 168            | 030-2112        | Sharp-Stewart, Mánchester                | 774             | 1854 | 28,0     | Reconstruida en 120 T cerca de 1913              |
| 120    | TBF         | .          | 169 a 172      | .               | Sharp-Stewart, Mánchester                | 1401-1404       | 1863 | 26,8     | .                                                |
| 120    | TBF         | .          | 173            | .               | Sharp-Stewart, Mánchester                | 1419            | 1863 | 26,8     | .                                                |
| 120    | TBF         | .          | 174            | .               | Sharp-Stewart, Mánchester                | 1424            | 1863 | 26,8     | .                                                |
| 120    | TBF         | .          | 175            | .               | Sharp-Stewart, Mánchester                | 1466            | 1863 | 26,8     | .                                                |
| 120 T  | TBF         | .          | 176 a 181      | 120-0201 a 0204 | Sharp-Stewart, Mánchester                | 2708-2713       | 1877 | 41,5     | .                                                |
| 120    | TBF         | .          | 182 a 184      | .               | Sharp-Stewart, Mánchester                | 1491-1492, 1494 | 1864 | 30,1     | .                                                |
| 021    | TBF         | .          | 185 a 188      | .               | Sharp-Stewart, Mánchester                | 1229-1232       | 1861 | 31,7     | .                                                |
| 021    | TBF         | .          | 189 a 196      | 021-2011 a 2012 | Sharp-Stewart, Mánchester                | 2684-2691       | 1879 | 29,1     | .                                                |
| 021    | TBF         | .          | 197 a 200      | .               | Sharp-Stewart, Mánchester                | 2863-2866       | 1879 | 29,1     | .                                                |
| 030    | .           | .          | 201 a 210      | 030-2261 a 2270 | Schneider & Cie., Le Creusot             | 560-569         | 1860 | 30,3     | .                                                |
| 030    | .           | .          | 211 a 221      | 030-2271 a 2281 | Schneider & Cie., Le Creusot             | 594-604         | 1860 | 30,3     | .                                                |
| 030    | .           | .          | 222 a 236      | 030-2282 a 2294 | Schneider & Cie., Le Creusot             | 702-716         | 1862 | 30,3     | .                                                |
| 030    | .           | .          | 237 a 238      | 030-2295 a 2296 | Graffenstaden                            | 192-193         | 1862 | 27,9     | .                                                |
| 030    | .           | .          | 239 a 240      | 030-2297 a 2298 | Graffenstaden                            | 299-300         | 1864 | 27,9     | .                                                |
| 030    | .           | .          | 241 a 245      | 030-2299 a 2303 | Graffenstaden                            | 196-200         | 1862 | 27,9     | .                                                |
| 030    | .           | 79         | 246            | 030-2013        | E.B. Wilson & Co., Leeds                 | 607             | 1857 | 24,7     | .                                                |
| 030    | .           | 80         | 247            | .               | E.B. Wilson & Co., Leeds                 | 608             | 1857 | 24,7     | .                                                |
| 030    | .           | 86 a 98    | 248 a 265      | 030-2014 a 2027 | E.B. Wilson & Co., Leeds                 | 609-626         | 1857 | 24,7     | .                                                |
| 030    | .           | 99 a 103   | 266 a 270      | 030-2028 a 2031 | Kitson, Leeds                            | 599-603         | 1857 | 24,7     | .                                                |
| 030    | .           | 104 a 108  | 271 a 275      | 030-2032        | Kitson, Leeds                            | 609-613         | 1857 | 24,7     | .                                                |
| 030    | .           | 109 a 113  | 276 a 280      | 030-2033 a 2036 | Kitson, Leeds                            | 625-629         | 1857 | 24,7     | .                                                |
| 030    | .           | 114 a 118  | 281 a 285      | 030-2037 a 2040 | Kitson, Leeds                            | 645-649         | 1857 | 24,7     | .                                                |
| 030    | .           | 49 a 58    | 286 a 295      | 030-2041 a 2047 | J.F. Cail & Cie., París                  | 624-633         | 1857 | 24,7     | .                                                |
| 030    | .           | 59 a 68    | 296 a 305      | 030-2048 a 2053 | J.F. Cail & Cie., París                  | 634-643         | 1858 | 24,7     | .                                                |
| 030    | .           | 69 a 78    | 306 a 315      | 030-2054 a 2059 | J.F. Cail & Cie., París                  | 661-670         | 1858 | 24,7     | .                                                |
| 030    | .           | 151        | 316            | .               | John Cockerill, Seraing                  | 511             | 1860 | 24,7     | .                                                |
| 030    | MA          | 11 a 12    | 317 a 318      | .               | Stothert, Slaugther and Company, Bristol | ?               | 1856 | ?        | .                                                |
| 030    | MA          | 43 a 48    | 319 a 324      | .               | Slaugther-Grünning, Bristol              | 343-348         | 1858 | ?        | .                                                |
| 030    | TBF         | .          | 317 a 320 (II) | 030-2116 a 2119 | Avonside Engine Company, Bristol         | 750-753         | 1868 | 39,4     | .                                                |
| 030    | TBF         | .          | 321 a 324 (II) | 030-2120 a 2123 | Avonside Engine Company, Bristol         | 843-846         | 1871 | 39,4     | .                                                |
| 030    | .           | .          | 325 a 326      | 030-2304 a 2305 | Graffenstaden                            | 289-290         | 1862 | 27,9     | .                                                |
| 030    | .           | .          | 327 a 330      | .               | Graffenstaden                            | 291-294         | 1863 | 27,9     | Vendidas a Portugal                              |
| 030    | .           | .          | 331 a 334      | 030-2306 a 2309 | Graffenstaden                            | 325-328         | 1864 | 27,9     | .                                                |
| 030    | .           | .          | 335 a 342      | 030-2310 a 2317 | Schneider & Cie., Le Creusot             | 779-786         | 1863 | 32,3     | .                                                |
| 030    | .           | .          | 343 a 359      | 030-2318 a 2334 | Schneider & Cie., Le Creusot             | 801-816         | 1863 | 32,3     | .                                                |
| 030    | .           | .          | 360 a 364      | 030-2335 a 2339 | Schneider & Cie., Le Creusot             | 830-834         | 1865 | 32,3     | Vendidas al ZPB (1872); Volvieron a MZA en 1880. |
| 030    | .           | .          | 365 a 369      | .               | Schneider & Cie., Le Creusot             | 835-839         | 1865 | 32,3     | Cedidas al Córdoba-Málaga (1865).                |
| 030    | CS          | .          | 370 a 373      | .               | Haswell, Viena                           | 689-692         | 1863 | 27,9     | Cedidas a Norte                                  |
| 030    | .           | .          | 374 a 387      | 030-2340 a 2353 | SACM, Graffenstaden                      | 2810-2823       | 1879 | 32,0     | .                                                |
| 030    | .           | .          | 388 a 399      | 030-2354 a 2365 | Sharp-Stewart, Mánchester                | 2822-2833       | 1879 | 32,0     | .                                                |
| 030    | CRB         | .          | 401 a 406      | 030-2209 a 2214 | Fives-Lille                              | 2232-2237       | 1878 | 34,8     | .                                                |
| 030    | CRB         | .          | 407 a 414      | 030-2215 a 2222 | Fives-Lille                              | 2271-2278       | 1880 | 34,8     | .                                                |
| 030    | .           | .          | 415 a 434      | 030-2231 a 2250 | Franco-Belge, La Croyère                 | 427-446         | 1883 | 36,4     | .                                                |
| 030    | AC          | .          | 435 a 441      | 030-2479 a 2485 | Hartmann, Chemnitz                       | 1244-1250       | 1883 | 36,1     | .                                                |
| 030    | AC          | .          | 442 a 446      | 030-2388 a 2392 | Dübs, Glasgow                            | 1555-1559       | 1881 | 38,2     | .                                                |
| 030    | TBF         | .          | 447 a 448      | .               | André Koechlin & Cie., Mulhouse          | ?               | 1870 | ?        | .                                                |
| 130    | TBF         | .          | 449 a 451      | .               | Rogers Locomotive and Machine Works      | 3462-3464       | 1883 | 39,0     | .                                                |
| 130    | TBF         | .          | 452            | .               | Rogers Locomotive and Machine Works      | 2707            | 1880 | 38,1     | .                                                |
| 030    | TBF         | .          | 453            | .               | Rogers Locomotive and Machine Works      | 2689            | 1880 | 38,1     | .                                                |
| 030    | TBF         | .          | 454 a 465      | 030-2577 a 2588 | Hartmann, Chemnitz                       | 1204-1215       | 1882 | 34,4     | .                                                |
| 030    | TBF         | .          | 466 a 477      | 030-2589 a 2600 | Hartmann, Chemnitz                       | 1280-1291       | 1883 | 34,4     | .                                                |
| 030    | TBF         | .          | 478 a 481      | 030-2601 a 2604 | Hartmann, Chemnitz                       | 1473-1476       | 1886 | 34,4     | .                                                |
| 030    | TBF         | .          | 482 a 485      | 030-2605 a 2608 | Hartmann, Chemnitz                       | 1683-1686       | 1890 | 34,4     | .                                                |
| 040    | CRB         | .          | 501 a 516      | 040-2031 a 2036 | J.F. Cail & Cie., París                  | 1268-1273       | 1863 | 39,0     | .                                                |
| 040    | CRB         | .          | 507 a 511      | 040-2037 a 2041 | J.F. Cail & Cie., París                  | 1276-1281       | 1863 | 39,0     | .                                                |
| 040    | CRB         | .          | 512 a 516      | .               | J.F. Cail & Cie., París                  | 1281-1285       | 1864 | 39,0     | Vendidas a Andaluces                             |
| 040    | CRB         | .          | 517 a 522      | .               | J.F. Cail & Cie., París                  | 1374-1379       | 1865 | 39,0     | Vendidas a Andaluces                             |
| 040    | CRB         | .          | 523 a 526      | .               | J.F. Cail & Cie., París                  | 1380-1383       | 1865 | 39,0     | Vendidas al ZPB                                  |
| 040    | CRB         | .          | 527 a 536      | 040-2042 a 2052 | Schneider & Cie., Le Creusot             | 907-916         | 1865 | 39,0     | .                                                |
| 040    | MS          | .          | 537 a 546      | 040-2061 a 2072 | John Cockerill, Seraing                  | 1001-1010       | 1878 | 39,9     | .                                                |
| 040    | .           | .          | 547 a 561      | 040-2271 a 2285 | M.T.M., Barcelona                        | 18-32           | 1900 | 43,0     | .                                                |
| 040    | TBF         | .          | 562 a 566      | 040-2011 a 2015 | Sharp-Stewart, Mánchester                | 2779-2783       | 1879 | 42,8     | .                                                |
| 040    | TBF         | .          | 567            | .               | Sharp-Stewart, Mánchester                | 2784            | 1879 | 42,8     | .                                                |
| 040    | TBF         | .          | 568 a 571      | 040-2016 a 2019 | Sharp-Stewart, Mánchester                | 2851-2854       | 1879 | 42,8     | .                                                |
| 040    | TBF         | .          | 572 a 575      | 040-2020 a 2023 | Sharp-Stewart, Mánchester                | 2896-2899       | 1879 | 42,8     | .                                                |
| 040    | TBF         | .          | 576 a 583      | 040-2301 a 2308 | Sharp-Stewart, Mánchester                | 3520-3527       | 1889 | 44,7     | .                                                |
| 020 T  | .           | .          | 601 a 610      | 020-0231 a 0240 | Couillet                                 | 786-795         | 1885 | 19,0     | .                                                |
| 020 T  | TBF         | .          | 611            | 020-0211        | Anjubault, París                         | 103             | 1864 | 22,0     | .                                                |
| 020 T  | TBF         | .          | 612            | 020-0212        | Anjubault, París                         | 105             | 1865 | 22,0     | .                                                |
| 030 ST | TBF         | .          | 613            | .               | (¿inglesa?)                              | ?               | ?    | ?        | .                                                |
| 232 T  | .           | .          | 620 a 631      | 232-0201 a 0212 | J.A. Maffeï, Múnich                      | 2339-2350       | 1903 | 58,9     | .                                                |
| 232 T  | .           | .          | 632 a 641      | 232-0213 a 0220 | J.A. Maffeï, Múnich                      | 3260-3269       | 1911 | 58,9     | .                                                |
| 230    | .           | .          | 651 a 665      | 230-4001 a 4015 | G. Egestorff, Hannover                   | 3654-3668       | 1901 | 55,5     | .                                                |
| 230    | .           | .          | 666 a 680      | 230-4016 a 4030 | Henschel, Cassel                         | 6308-6322       | 1903 | 55,5     | .                                                |
| 040    | .           | .          | 741 a 746      | 040-2401 a 2406 | Henschel, Cassel                         | 8363-8388       | 1907 | 51,0     | .                                                |
| 231    | .           | .          | 901 a 911      | 231-2011 a 2021 | ALCO, Brooks                             | 61772-61782     | 1920 | 76,6     | .                                                |
| 231    | .           | .          | 912            | .               | ALCO, Brooks                             | 61783           | 1920 | 76,6     | .                                                |
| 231    | .           | .          | 913 a 915      | 231-2022 a 2024 | ALCO, Brooks                             | 61784-61786     | 1920 | 76,6     | .                                                |
| 240    | .           | .          | 1301 a 1307    | 240-4051 a 4057 | Hanomag, Hannover                        | 6484-6490       | 1914 | 79,0     | .                                                |
| 240    | .           | .          | 1308           | 240-4058        | Hanomag, Hannover                        | 6991            | 1920 | 79,0     | .                                                |
| 240    | .           | .          | 1536 a 1565    | 240-2396 a 2425 | M.T.M., Barcelona                        | 438-467         | 1930 | 82,5     | .                                                |
| 242 T  | .           | .          | 1601 a 1625    | 242-0231 a 0255 | M.T.M., Barcelona                        | 154-178         | 1924 | 92,5     | .                                                |
| 242 T  | .           | .          | 1626 a 1650    | 242-0256 a 0280 | M.T.M., Barcelona                        | 220-244         | 1926 | 86,7     | .                                                |
| 242 T  | .           | .          | 1651 a 1660    | 242-0281 a 0290 | M.T.M., Barcelona                        | 325-334         | 1927 | 87,4     | .                                                |
| 241    | .           | .          | 1701 a 1725    | 241-2001 a 2025 | M.T.M., Barcelona                        | 179-203         | 1925 | 92,6     | .                                                |
| 241    | .           | .          | 1726 a 1765    | 241-2026 a 2065 | M.T.M., Barcelona                        | 284-323         | 1927 | 93,2     | .                                                |
| 241    | .           | .          | 1766 a 1775    | 241-2066 a 2075 | M.T.M., Barcelona                        | 380-389         | 1929 | 94,6     | .                                                |
| 241    | .           | .          | 1776 a 1785    | 241-2076 a 2085 | M.T.M., Barcelona                        | 428-437         | 1930 | 94,5     | .                                                |
| 241    | .           | .          | 1786 a 1795    | 241-2086 a 2095 | M.T.M., Barcelona                        | 468-477         | 1931 | 96,5     | .                                                |
| 241    | .           | .          | 1801 a 1810    | 241-2101 a 2110 | M.T.M., Barcelona                        | 499-508         | 1939 | 107,5    | .                                                |
| 240    | .           | .          | 2401 a 2425    | 240-2481 a 2505 | M.T.M., Barcelona                        | 519-543         | 1942 | 96,6     | .                                                |
| 240    | .           | .          | 2426 a 2445    | 240-2506 a 2525 | Euskalduna, Bilbao                       | 240-259         | 1943 | 96,6     | .                                                |
| 240    | .           | .          | 2446 a 2460    | 240-2526 a 2540 | M.T.M., Barcelona                        | 559-573         | 1943 | 96,6     | .                                                |
| 240    | .           | .          | 2466 a 2475    | 240-2451 a 2550 | M.T.M., Barcelona                        | 549-558         | 1943 | 96,6     | .                                                |
| 240    | .           | .          | 2481 a 2499    | 240-2551 a 2569 | Babcock & Wilcox, Bilbao                 | 552-570         | 1951 | 96,6     | .                                                |
| 241    | .           | .          | 2701 a 2722    | 240-2201 a 2222 | M.T.M., Barcelona                        | 594-615         | 1944 | 120,0    | .                                                |

### Automotores térmicos
| Tipo    | N° MZA       | N° Renfe    | Fabricante                  | N° de fábrica | Año  | Motor                                           | Potencia | Peso | Notas                          |
| AA GM   | WM 101 a 104 | 9151 a 9154 | Carde y Escoriaza, Zaragoza | ?             | 1937 | Renault                                         | 110 cv   | ? t  | Licencia Renault, tipo "ZO"    |
| BoBo DE | WE 201 a 204 | 9200 a 9202 | M.T.M., Barcelona           | ?             | 1936 | Burmeister & Wain, Copenhague, tipo 613,5 VL 22 | 250 cv   | ? t  | .                              |
| BoBo DM | WM 226 a 227 | 9204 a 9205 | M.M.C., Zaragoza            | 59-60         | 1936 | Renault tipo 517                                | 265 cv   | ? t  | Licencia Renault. Tipo "ABJ 2" |
| BoBo DM | WM 228 a 231 | 9300 a 9303 | M.M.C., Zaragoza            | ?             | 1936 | Renault tipo 517                                | 300 cv   | ? t  | Licencia Renault. Tipo "ABJ 2" |
| BoBo DE | WE 401 a 404 | 9403 a 9405 | CAF, Beasáin                | ?             | 1935 | Maybach, Friedrichshafen, tipo GO.5             | 410 cv   | ? t  | .                              |